# Connigis
Connigis ist eine französische Gemeinde mit 318 Einwohnern (Stand: 1. Januar 2022) im Département Aisne in der Region Hauts-de-France (frühere Region: Picardie). Sie gehört zum Arrondissement Château-Thierry und zum Kanton Essômes-sur-Marne.

## Geographie
Die Gemeinde Connigis liegt am Flüsschen Surmelin, rund zwölf Kilometer östlich von Château-Thierry und 34 Kilometer westlich von Épernay an der Grenze zum Département Marne. Durch den Ort verläuft die stillgelegte Eisenbahnstrecke von Château-Thierry über Condé-en-Brie nach Montmirail.

## Bevölkerungsentwicklung
| Jahr                       | 1962 | 1968 | 1975 | 1982 | 1990 | 1999 | 2006 | 2012 | 2021 |
| Einwohner                  | 209  | 228  | 190  | 216  | 256  | 266  | 306  | 316  | 330  |
| Quellen: Cassini und INSEE |      |      |      |      |      |      |      |      |      |

## Sehenswürdigkeiten
- Kirche Saint-Georges, seit 1920 als Monument historique klassifiziert (Mérimée, PA00115614)
- Friedhofskreuz, seit 1922 als Monument historique klassifiziert (Mérimée, PA00115613)
- Mehrere Waschhäuser, davon eines mit Gemäldeschmuck
- Schlossgut

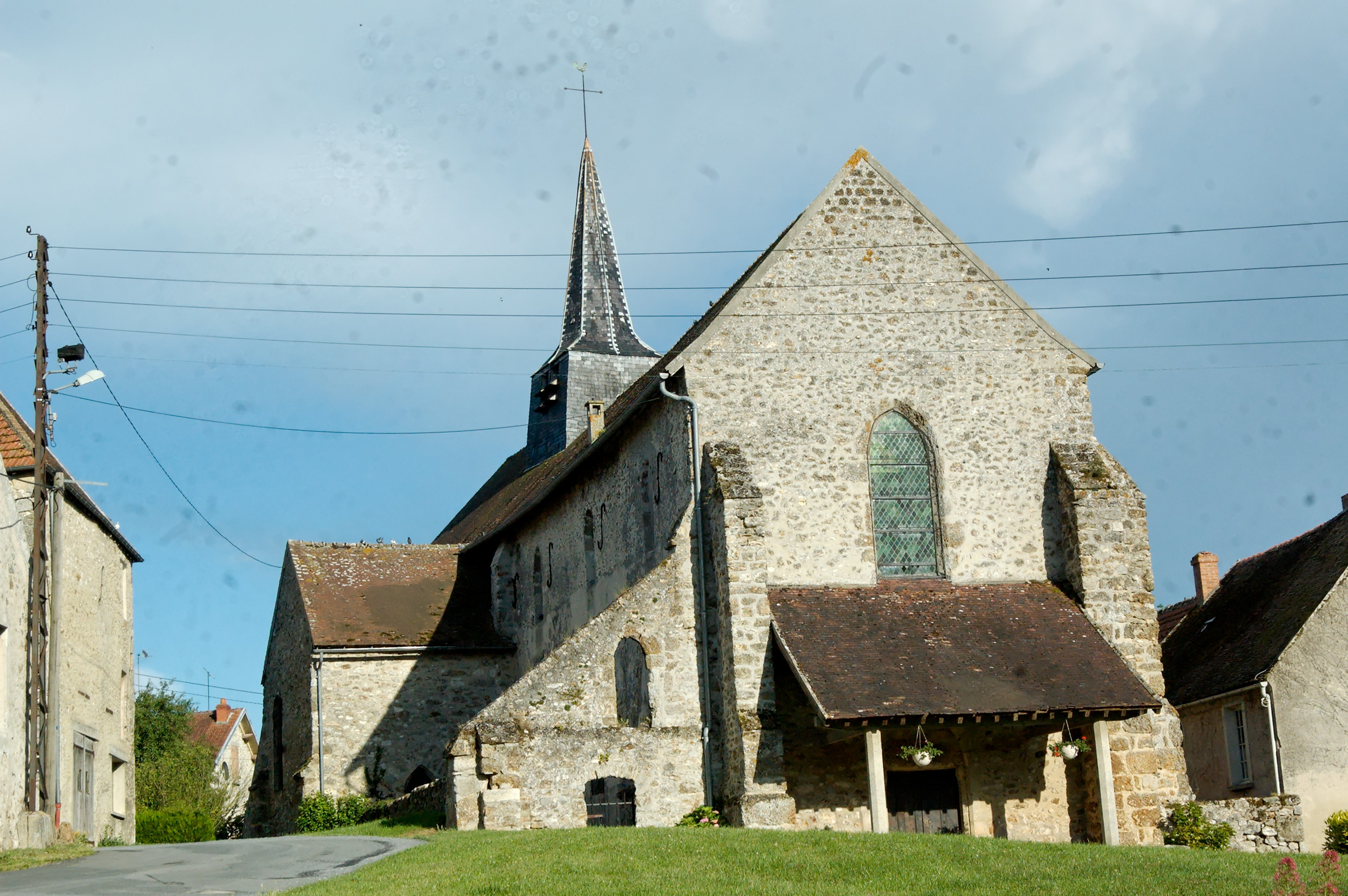
Kirche Saint-Georges
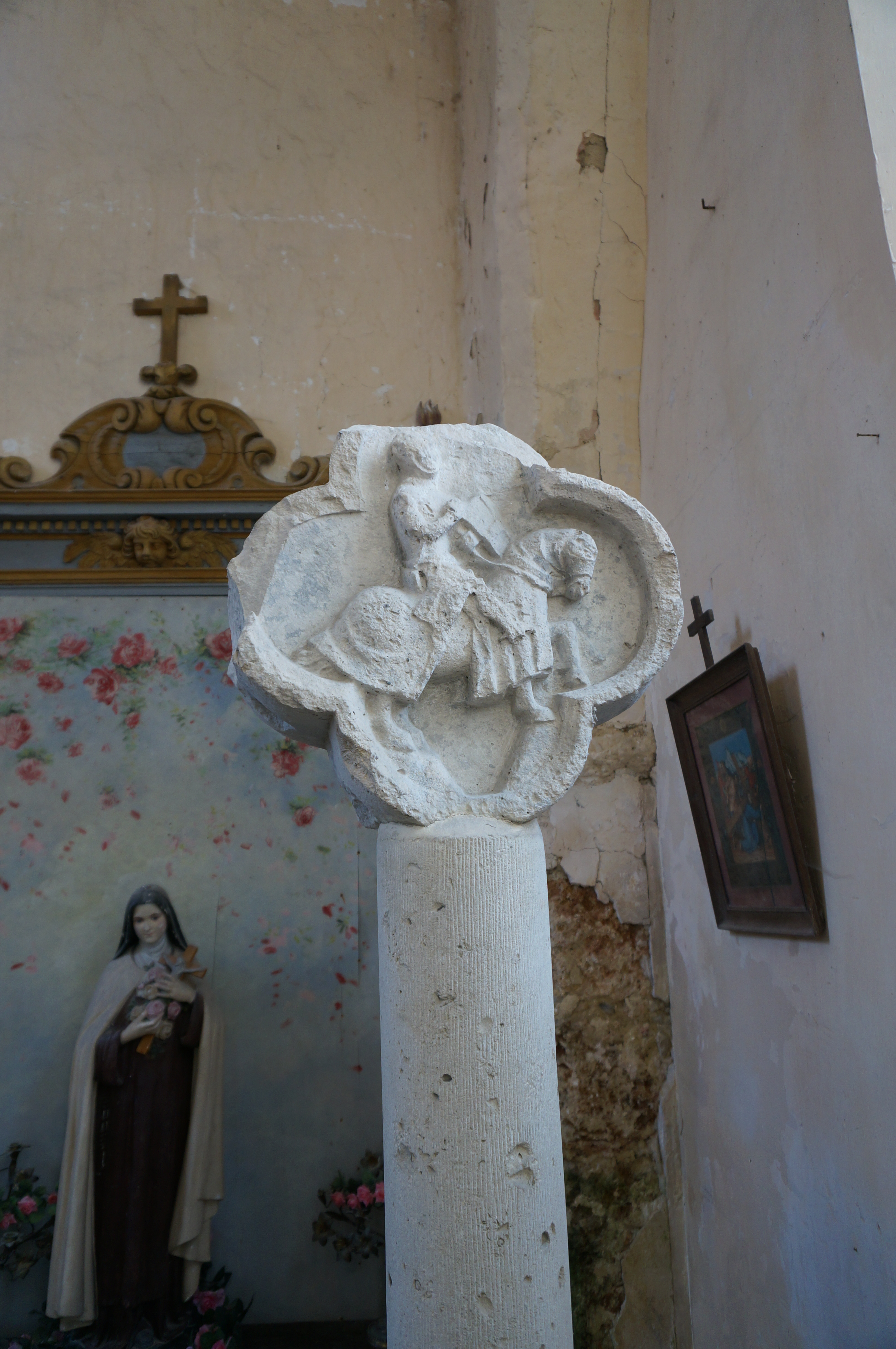
Friedhofskreuz
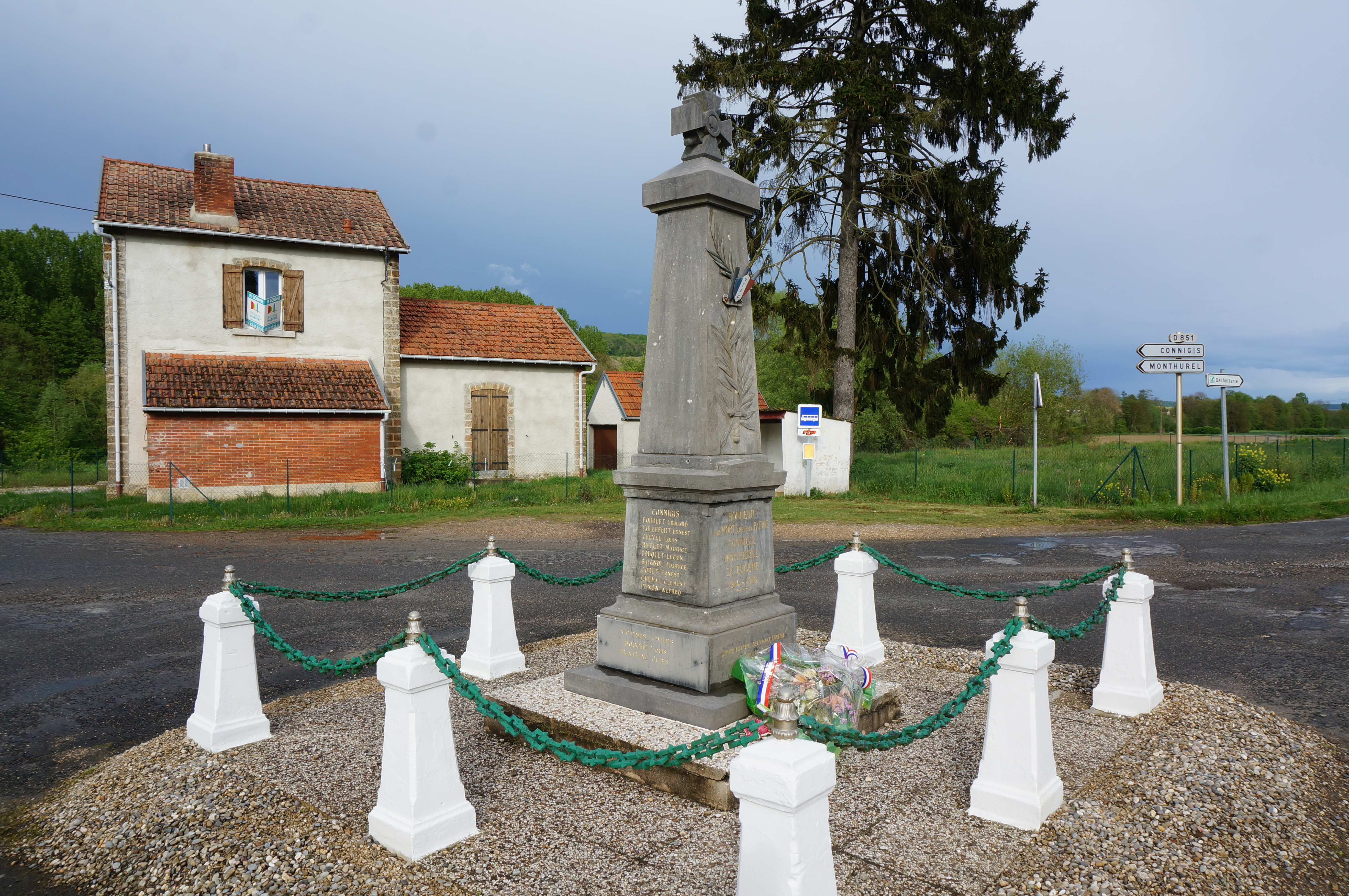
Gefallenendenkmal